# Heterococcus cyperi
Heterococcus cyperi är en insektsart som först beskrevs av Hall 1926.  Heterococcus cyperi ingår i släktet Heterococcus och familjen ullsköldlöss.
Artens utbredningsområde är Egypten. Inga underarter finns listade i Catalogue of Life.